# Santa Catarina da Serra
Pour les articles homonymes, voir Santa Catarina (homonymie).
Santa Catarina da Serra est une ville portugaise située dans le district de Leiria, dans la région Centre (région das beiras).
Avec une superficie de 39,80 km2 et une population de 4 098 habitants (2011), la paroisse possède une densité de 114,5 hab/km2.
Santa catarina da serra à le statut de ville depuis le 12 juillet de 2001

## Distance
- Fátima : 8 km
- Ourém : 13 km
- Leiria : 18 km
- Porto de Mós : 26 km
- Batalha : 28 km